# Pholcodine
La pholcodine (3-morpholinoethylmorphine) est un composé hémi-synthétique synthétisé à partir d'opium. C'est un antitussif comme beaucoup d'opiacés.
Les sirops pour la toux contenant de la pholcodine ont été retirés du marché français en septembre 2022. Cette décision fait suite aux résultats d’une étude de sécurité post AMM confirmant l’existence d’une association entre une exposition antérieure à la pholcodine et le risque de réaction anaphylactique aux curares.

## Pharmacologie
La pholcodine a été synthétisée en France en 1950. Elle serait plus sédative que la codéine. Son effet sur la toux serait plus consistant que ceux de la codéine. Une dépression respiratoire est possible et est dose dépendante. La plupart des études chez l'homme ont été réalisées avec des combinaisons d'antihistaminiques sédatifs et/ou n'ont pas été contrôlées de façon adéquate ce qui rend difficile une réelle appréciation de l'efficacité de la pholcodine par rapport aux autres antitussifs dérivés de la morphine. Cependant, des études plus récentes tendent à montrer une efficacité similaire au dextromethorphane. 

## Effets indésirables
Les effets indésirables décrits dans la monographie sont : somnolence, vertiges, broncho-spasmes, dyspnées, et troubles digestifs (constipation, nausées, vomissements). En cas de non-respect des doses, un risque de convulsion existe notamment chez les enfants et les personnes ayant des antécédents de convulsion. La pholcodine peut conduire à de l'agitation et de la confusion chez les personnes âgées. Une dépression respiratoire et un coma sont possibles en cas de surdosage. Une revue Cochrane rappelle qu'il n'y a pas de bonnes preuves de l'efficacité des médicaments antitussifs en raison de données de mauvaises qualités. D'autres données indiquent également un doute quant à la pertinence clinique de leur utilisation.

## Rôle potentiel dans la sensibilisation aux curares
Des données scientifiques indiquent que la pholcodine pourrait être un facteur de survenue d'accidents allergiques observés durant les anesthésies utilisant des curares. L'agence Française du médicament a publié un avertissement en 2011 et a limité la délivrance en imposant la prescription médicale. En 2012, l'agence Européenne du médicament n'a pas conclu que les données étaient suffisantes à l'époque pour demander le retrait du médicament du marché. 
D'un point de vue chimique, on suppose que la pholcodine partage un épitope commune aux curares utilisés durant les interventions nécessitant une anesthésie générale. Cela est lié à la présence d'un ammonium quaternaire dans la structure chimique. Il a été démontré que la pholcodine induit la production d'IgE pouvant conduire à une sensibilisation aux curares, et donc conduire au risque d'anaphylaxie.
La Norvège a retiré la pholcodine du marché en 2007 ; les données indiquait qu'à l'époque, environ 40 % de la population avait été exposée à ce médicament. À la suite du retrait, une réduction de la prévalence d'anticorps anti-curares de 80 % en deux ans a été documentée. Une diminution des cas d'anaphylaxie aux curares a été observée par la suite. Fin 2016, une équipe norvégienne a publié un suivi de cette étude, à 6 ans du retrait du marché de la pholcodine. La fréquence des anaphylaxies aux curares a diminué environ d'un tiers depuis 2007 et aucun mort n'a été recensée durant la période étudiée (contre 5 morts pendant une période de 3 ans durant laquelle la pholcodine était sur le marché).
Étant donné l'existence d'alternatives plus sûres et non associées à ce risque d'allergie croisée (codéine, dextrométhorphane), et que le risque d'anaphylaxie aux curares peut voir des complications parfois mortelles, les anesthésistes australiens ont demandé un retrait de la molécule du marché. Dans son bilan 2020 des médicaments à écarter, la Revue Prescrire rappelle que ce médicament est à bannir des prescriptions en raison du risque d'effets indésirables disproportionnés.